# Nikolaj Aleksandrovič Sokolov
Nikolaj Aleksandrovič Sokolov (in russo Николай Александрович Соколов?; 26 marzo 1859 – 27 marzo 1922) è stato un compositore russo di musica classica e membro del circolo costituito dall'editore musicale Mitrofan Beljaev.

## Biografia
Allievo di Nikolaj Rimskij-Korsakov, Sokolov ebbe a sua volta come allievi Aleksandr Čerepnin, Dmitrij Šostakovič e Jurij Šaporin al conservatorio di San Pietroburgo.
Egli ricevette una dedica postuma nell'opera di Šostakovič, Tema e variazioni in si bemolle maggiore per orchestra, op. 3.
Sokolov registrò diversi lavori, compresi i suoi contributi al progetto del Circolo di Beljaev, tra cui le composizioni per quartetto d'archi note come Les Vendredis, oltre che variazioni per pianoforte e orchestra su temi russi.
Fra gli altri suoi lavori si ricordano un quintetto, Op. 3, arrangiato poi come serenata per orchestra d'archi; coro finale per il Don Juan di Aleksej Konstantinovič Tolstoj, Op. 5; cori per voci femminili, Op. 12 (pubblicati nel 1892); variazioni per pianoforte, Op. 25; variazioni su di un tema popolare russo per quartetto d'archi (pubblicato nel 1899). Altri tre quartetti, in Fa maggiore, in La maggiore e in Re minore, ed un trio per archi in Re minore, appartenenti all'Op. 45, vennero pubblicati nel 1916. Tutte queste opere vennero pubblicate dall'editore Beljaev.
È possibile che, quando Sergej Djagilev era alla ricerca di un compositore per il balletto L'uccello di fuoco, abbia preso in considerazione l'ipotesi Sokolov dopo il fallimento di Anatolij Ljadov, e prima che Igor' Stravinskij lo componesse.

## Opere selezionate
- Musiche per orchestra
  - Elegia, per orchestra (pub. 1888)[6]
  - Quattro pezzi per archi, Op. 18[7]
  - Seconda serenata per archi, Op. 23[8]
  - Caressante polka, per orchestra d'archi, Op. 38.[9]
  - Divertissement, Op. 42[10]
  - Musiche per l'opera di Shakespeare, "Il racconto d'inverno", per grande orchestra, Op. 44[11]
- Quatetti d'archi
  - No. 1 in Fa maggiore, Op. 7[12]
  - No. 2 in La maggiore, Op. 14[13]
  - No. 3 in Re minore, Op. 20[14]
- Altra musica da camera, e musica per pianoforte.
  - Elegia, per violino ed accompagnamento di pianoforte, Op. 17.[15]
  - Variazioni per pianoforte, Op. 25.[16]
  - Trio d'archi in Re minore, Op. 45[17]
- Musica vocale
  - Quattro lieder da Op. 1[18]
  - Coro a tre voci "Primavera"[19]
  - Chetyre romansa na slova Apollona Korinfskago s soprovozhdeniem fortepiano, Op. 24 (pub. 1895)[20]

## Libri
- N. Sokolov, Prakticheskoe rukovodstvo k izucheniiu akkordov, vkhodiashchikh v kurs II-go klassa solfedzhio Petrogradskoi konservatorii., 1897, ristampato 1916. Izd. M.P. Bieliaeva. (18 pages.[21])
- N. Sokolov, LinkImitatsii na cantus firmus; posobie pri izuchenii kontrapunkta strogogo stilia. Leningrad: Izd. Gosudarstvennoi konservatorii. 1928. (62 pag.)